# NGC 6455
NGC 6455 est un groupe d'étoiles situé dans la constellation du Scorpion,. L'astronome britannique John Herschel a enregistré la position de ce groupe le 7 juin 1837